# Wolpertinger
En Wolpertinger (også kaldet wolperdinger, poontinger og woiperdinger) er ifølge Bayerisk folkeminde et dyr, der bor i skovene i Alperne i Bayern, Tyskland. Det har en krop, som består af dele fra forskellige dyr - generelt vinger, gevir, hale og klør, der sidder på kroppen af et mindre pattedyr. Den mest udbredte beskrivelse er en kanin med horn eller et egern med horn.
Udstoppede "wolpertingere", bestående af dele fra virkelige udstoppeded dyr, bliver ofte udstillet på kroer eller solgt til turister som souvenirer i dyrets "naturlige region". Deutsches Jagd- und Fischereimuseum i München, Tyskland har en permanent udstilling om skabningen.

## I populærkultur
- I MMORPG RuneScape kan man hidkalde en Wolpertinger. Denne udgave er en kombination af en kanin og en ulv.
- I World of WarCraft kan man få en Wolpertinger som kæledyr. Den afbildes som en hare med fuglevinger, gevir og klør.
- Wolpertingerer er hovedpersonerne i romanen Rumo af Walter Moers, og er ligeledes med i hans bog Kaptajn Blåbjørns 13½ Liv. I romanerne er de antropomorfe hunde med små horn.

- Wikimedia Commons har flere filer relateret til Wolpertinger